# 一分間タイムマシン
『一分間タイムマシン』（原題：One-Minute Time Machine）は、2014年製作のアメリカ合衆国・イギリスのSF短編映画。

## キャスト
- レジーナ - エリン・ヘイズ（英語版）
- ジェームズ - ブライアン・ディーツェン